# Гигантский слепыш
Гигантский слепыш (лат. Spalax giganteus) — млекопитающее семейства слепышовых отряда грызунов.

## Внешний вид
Самый крупный представитель подсемейства слепышовых: длина его тела 25-35 см, вес достигает 1 кг. Окраска верха тела светлая, серо-палевая или охристо-бурая. У старых животных верх головы практически белый. В окраске меха на брюхе преобладают тёмно-серые тона. У отдельных экземпляров на брюхе и на лбу бывают белые пятна (частичный альбинизм). Географическая изменчивость размеров и окраски отсутствует.

## Распространение
Гигантский слепыш — эндемик полупустынь прикаспийских районов северо-восточного Предкавказья. Обитает в нижнем течении рр. Кумы, Терека и Сулака. На севере немного заходит за р. Кума, к югу проникает до линии Гудермес — Махачкала. В Дагестане обитает на Терско-Кумской и Терско-Сулакской низменностях. Небольшой изолированный участок обитания на крайнем юге Калмыкии, видимо, исчез. Слепышей, обособленно обитающих за низовьем р. Урал по поймам рр. Уил, Темир и Эмба (Казахстан), иногда выделяют в отдельный вид уральский слепыш (Spalax uralensis). Внутри своего небольшого ареала вид распространён крайне неравномерно и мозаично: в виде отдельных поселений, часто приуроченных к массивам песков.

## Образ жизни
Гигантский слепыш, в отличие от других видов слепышей, населяет глинистые и песчаные полупустыни, придерживаясь, однако, относительно увлажненных участков с лёгкими почвами по долинам рек, озёрным котловинам и понижениям рельефа. Водится также в злаково-разнотравных и полынно-разнотравных степях. Вглубь незакреплённых песков не заходит. Может использовать благоприятные антропогенные биотопы: сады, поля люцерны и иных кормовых трав, приусадебные участки. В Казахстане, кроме того, селится по опушкам и лесным полянам.
Ведёт строго подземный, оседлый образ жизни, строя многоярусные системы ходов. Землю роет преимущественно резцами. Подземные кормовые ходы (диаметром 11-16 см) прокладывает на глубине 20-50 см, часто в прослойках песка. На поверхности земли они обозначаются выбросами почвы в виде усечённых конусов высотой 30-50 см. Общая длина кормовых туннелей достигает нескольких сотен метров. Гнездовые камеры и кладовые располагаются на глубине от 0,9 до 3 м.
Поведение гигантского слепыша практически не изучено. Активен он круглый год; в спячку не впадает. Пик роющей деятельности приходится на весну (март-апрель). Питается в основном подземными частями растений (корневища, луковицы, клубни). Делает запасы кормов, достигающие 2-2,5 кг. Гон происходит в декабре-январе; в выводке в среднем 2-3 детёнышей. Возможно, самки приносят потомство не чаще 1 раза в 2 года. Детёныши находятся при матери и после окончания лактации, но к осени весь молодняк расселяется. Половая зрелость наступает на 2-м году жизни. Естественных врагов и конкурентов у гигантского слепыша из-за скрытного образа жизни практически нет. На расселяющийся молодняк иногда охотятся лисицы, кошки и хищные птицы.

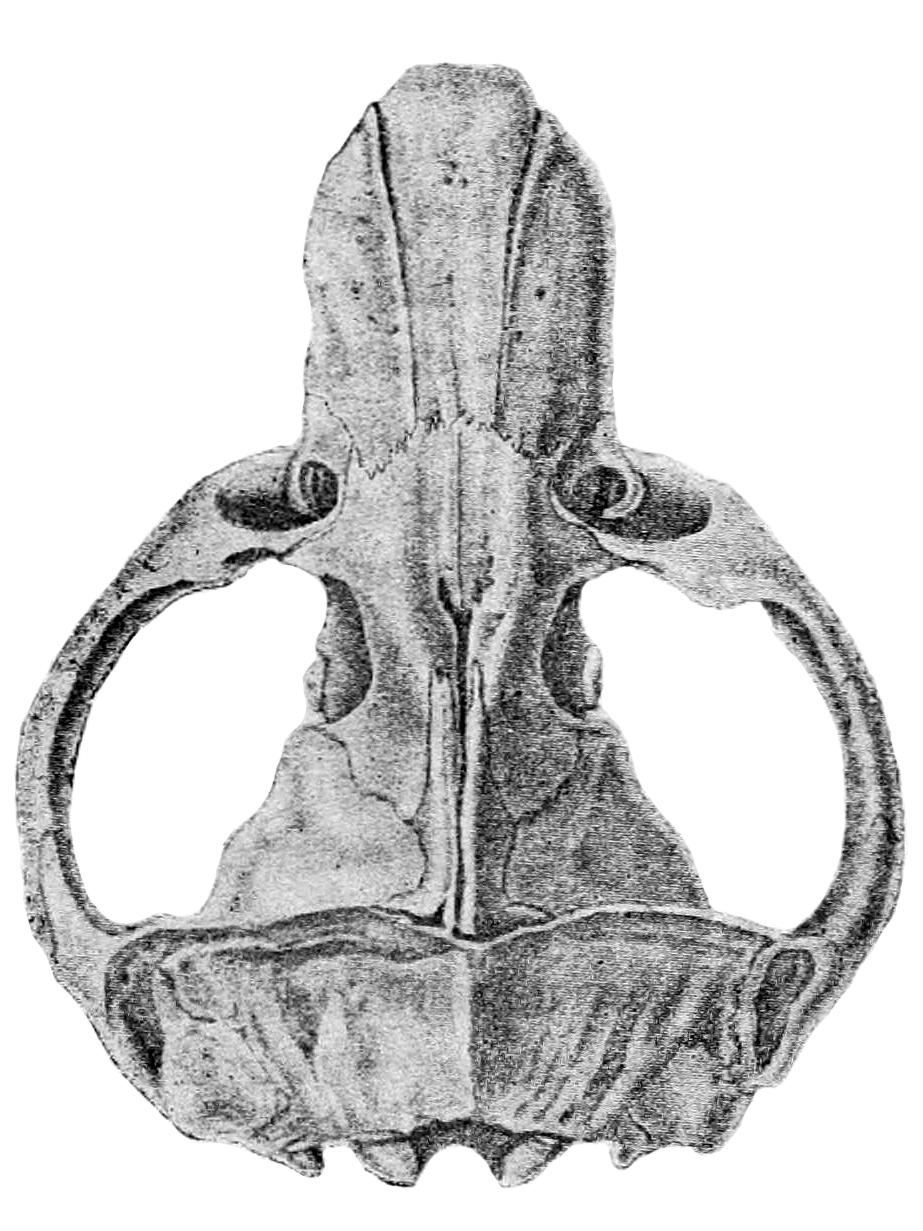
Череп гигантского слепыша

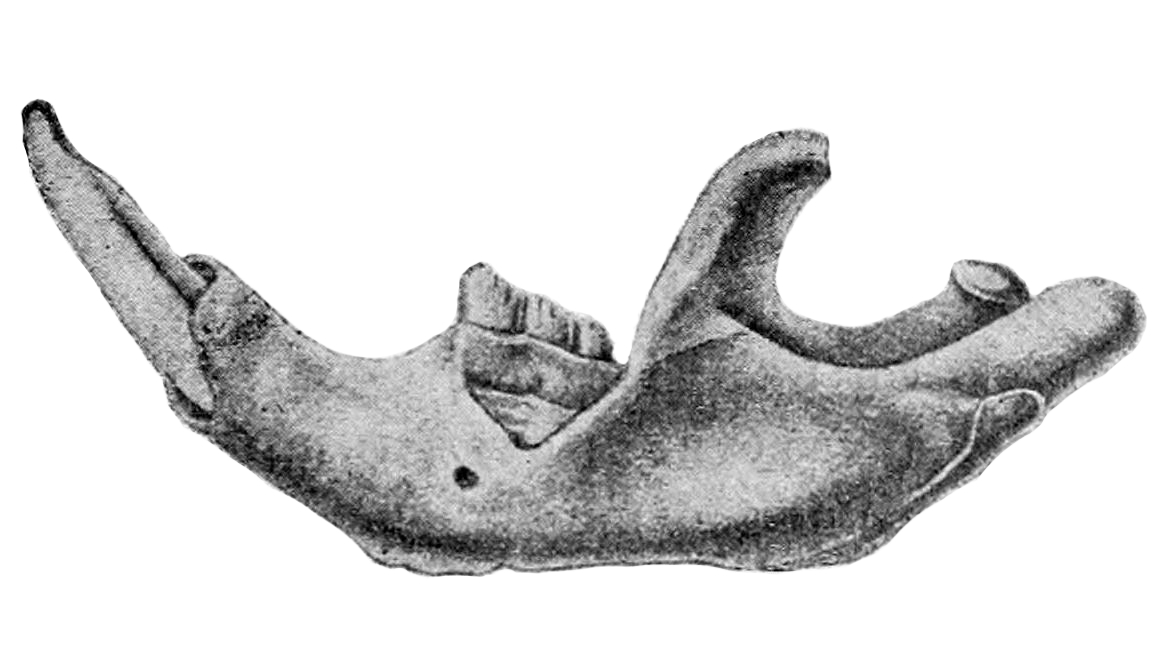
Нижняя челюсть гигантского слепыша

## Природоохранный статус
Редкий, узкоареальный и малоизученный вид с низким репродуктивным потенциалом. Численность стабильна или сокращается. Отмечается дальнейшее дробление ареала и сокращение отдельных популяций под действием антропогенного пресса: распашки больших участков земель, строительства оросительных каналов, перевыпаса скота. Достоверные данные об общей численности вида и плотности отдельных популяций практически отсутствуют. Оценки для Дагестана в 700—750 особей (Красная книга РСФСР, 1983) оказались сильно занижены; на 1988 г. численность слепыша в Дагестане была оценена ориентировочно в 10 000 особей.
Гигантский слепыш подлежит охране, как вид, занесённый в Красную книгу России, ранее был занесён в Красную книгу МСОП как уязвимый вид, теперь МСОП относит его к видам вызывающим наименьшее опасение.